# Jaspiloterna
Jaspiloterna är en musikgrupp från Landvetter som spelar gladpunk med inslag av andra musikstilar. Texterna är på svenska och har oftast humoristiska teman. Gruppen har sedan starten definierat sin musik "dansbandspunk". 
Jaspiloterna bildades 1992 och var som mest aktiva fram till 1997. Under denna period gick de 1995 till final i P3 Lives musiktävling "Ny Svensk Pop" som avgjordes i direktsändning från Gino rockklubb i Stockholm och 1996 gick till final tillsammans Lok i musiktävlingen "Rock of Bohuslän", samt medverkade på samlingsskivan "Rock of Bohuslän 95/96. Jaspiloterna uppmärksammades av Carl-Einar Häckner och i hans första "Sommar i P1" 1994, spelades två av bandets låtar. De hade även med två låtar på samlingsskivan "Västkustrock 97".
Som liveband gjorde de sig kända för sin energi, utstrålning, tempo och instrumentala skicklighet Trots det var de sparsamma med framträdanden och förutom enstaka större spelningar, till exempel på legendariska hårdrockskrogen White Corner, spelade de oftast runt hemorterna i Härryda kommun.
I samband med att Jaspiloterna skulle släppa sitt första fullängdsalbum 1997, varumärkesskyddade de namnet "J.A.S.-piloterna" (som de skrev namnet på den tiden). Trots att de ägde varumärket, hamnade bandet i en juridisk tvist om namnet. När tvisten drog ut på tiden utan att få någon lösning, självdog bandet strax innan millennieskiftet. Skivan "Greatest Hits" gavs ut postumt i egen regi.
Efter ett uppehåll på 10 år började tankar på att återskapa Jaspiloterna födas. Eftersom Mojje inte fanns tillgänglig rekryterade de kvarvarande medlemmarna Mankan, Körven och Jonte, Jani som ny basist.   
Sedan 2014 har de släppt en fullängdsskiva, en ep, fyra singlar och sju fristående låtar på alla större streamingtjänster för musik , samt ca 10 musikvideor och en del livematerial . De medverkar även på tre av volymerna av samlingsskivorna "Swenglish" .  
Jaspiloterna har efter återföreningen fortsatt varit restriktiva med att framträda live. De gjort ett antal spelningar på klassiska scener, som MX Rockbar i Alingsås, Musikens Hus och Bio Roy men framträder sällan live alltför långt hemifrån.  
2022 gav de ut en låt med tillhörande video om samhället Härrydas förfall och blev stående akt på Bapruns återkommande insamling och motorcykelkortege på barnens dag. 2023 är deras cover av signaturmelodin till barnprogrammet "Bumbibjörnarna" Bapruns officiella låt.